# Centre de recherche et de formation en infectiologie de Guinée
Le Centre de recherche de recherche et de formation en infectiologie de Guinée (CERFIG) est un établissement public à caractère scientifique guinéen créé par le Ministère de l’Enseignement supérieur et de la recherche scientifique et placé sous tutelle de l’Université Gamal Abdel Nasser de Conakry,.

## Historique
L’Épidémie d’Ebola qu’a connu la Guinée et qui a fait environ 2500 décès en deux ans a montré l’importance capitale de créer des structures de recherche et de renforcement de capacité du personnels de santé. L’idée de la création du CERFIG est le fruit de la collaboration entre les chercheurs de plusieurs disciplines (virologie, épidémiologie, sciences sociales) et de plusieurs institutions, notamment le service des Maladies infectieuses et tropicales de l’Hôpital National Donka (Conakry), l’Institut national de santé publique (INSP) de Guinée au titre du Ministère de la Santé, l’université Gamal Abdel Nasser de Conakry (UGANC) sous tutelle du Ministère de l’enseignement supérieur et de la recherche scientifique de Guinée, et l’Unité de Recherches Translationnelles sur le VIH et les Maladies Infectieuse (TransVIHMI) sous la tutelle de l'Institut de Recherche pour le Développement (IRD).
Il est né de la collaboration entre des chercheurs guinéens, dont le Pr. Abdoulaye Toure,,,, Dr. Alpha Kabinet Keita,,, Pr. Mamadou Saliou Sow, des chercheurs de l'Institut de recherche pour le développement (IRD), dont le Dr. Jean-Francois Etard,,,, Dr. Bernard Taverne, Pr. Alice Desclaux, et des chercheurs de l'université de Montpellier, dont le Pr. Eric Delaporte,.
Depuis sa création, le CERFIG a organisé de nombreuses formations pour permettre à la Guinée d'être mieux préparée aux prochaines épidémies. Ces formations ont porté sur la réponse aux épidémies, l'épidémiologie, et l'anthropologie avec le Réseau Ouest Africain d'Anthropologie des Epidémies Emergentes (RAEE). Le CERFIG a également participé aux côtés de la Faculté des Sciences et Techniques de la Santé à la création au sein de l'Université Gamal Abdel Nasser de Conakry de formations diplômantes, dont le Diplôme interuniversitaire en Santé Globale et maladies émergentes avec l'université de Montpellier,, et le master en microbiologie- immunologie. Le 04 mai 2022, a débuté au CERFIG, la formation de la troisième cohorte du diplôme interuniversitaire en santé globale et maladies émergentes, une formation intense de six semaines avec l'intervention de plusieurs acteurs de santé et enseignants chercheurs du Sud et du Nord.
L'équipe des sciences sociales, dirigée depuis 2019 par Pr. Frédéric Le Marcis en partenariat avec Pr. Moustapha Keita-Diop et Dr. Marie Yvonne Curtis, mène des travaux de recherche et des ethnographies de long terme sur les questions de santé et les épidémies émergentes en Guinée. Elle a notamment fait partie de la cellule d'analyse du dispositif de réponse lors de l'épidémie d'Ebola 2021 et a mené des recherches sur le rapport qu'entretiennent les soignants et les populations avec l'épidémie de COVID-19 en Guinée au sein du projet ARIACOV. Elle travaille également sur l'hygiène hospitalière et la prévention des infections dans le projet "Prévention et Contrôle des Infections" (PCI). Le CERFIG forme de jeunes chercheurs en sciences sociales et accueille des doctorants en anthropologie des institutions partenaires.
Le CERFIG participe à la recherche scientifique et la formation dans le domaine des maladies infectieuses en Guinée et développe des partenariats avec des institutions de recherche et universités guinéennes et étrangères. Ce centre, à vocation sous-régionale, développe des travaux de recherche pluridisciplinaires et facilite la formation par la recherche. Les résultats de ces travaux de recherche ont, entre autres, permis de mieux comprendre l'évolution clinique et biologique des guéris de la maladie à virus Ebola,,. Ils ont également permis de préciser l'origine humaine de l'épidémie d'Ebola survenue en Guinée en 2021. 
En collaboration avec les chaires de santé publique de l'Université Gamal Abdel Nasser de Conakry et le Centre d'Excellence Africain pour la prévention et le contrôle des maladies transmissibles a organisé les 29 et 30 novembre 2023 les 3èmes journées guinéennes de santé publique. 

## Infrastructure
La construction a été effective avec l’appui des partenaires étrangers tel que la Task Force Française de lutte contre Ebola, l’Institut de Recherche pour le Développement (IRD), l’Institut National de la Santé et de la Recherche Médicale (INSERM) et l’Université de Montpelier. Le volume des activités  a nécessité une extension du centre avec l'appui de la plateforme de recherche internationale en santé mondiale (PRSIME Guinée).

## Inauguration
Les travaux ont débuté le 11 novembre 2016 par la pose de la première pierre en présence du président Alpha Conde et du ministre des affaires étrangères et du développement international de la France, Jean-Marc Ayrault. Les travaux ont duré une année,. l'équipe s'est installée avant même l'inauguration officielle le 19 avril 2019 en présence du président Alpha Condé et de l’ambassadeur de France en Guinée et en Sierra, Jean Marc Grosgurin,,,. Il est situé dans l’enceinte du campus Hadja Mafory Bangoura de l’UGANC et possède une surface totale d’environ 1000 m2 sur deux niveaux, le premier niveau comprend des salles de consultation, une salle des serveurs, une salle de prélèvement, le laboratoire et des bureaux des techniciens de laboratoire. Le deuxième niveau regroupe la salle de formation, la salle de réunion, les bureaux des chercheurs et l’administration.

## Objectifs
Le CERFIG contribue à la compréhension, au diagnostic, à la prévention et à la prise en charge des maladies infectieuses.
Le CERFIG s'occupe de :
- Concevoir et de mettre en œuvre des projets de recherche clinique et/ou interventionnelle particulièrement sur les maladies infectieuses qui sont endémiques en Afrique subsaharienne.
- Mener des ethnographies afin de comprendre les logiques, discours et pratiques des différents acteurs en rapport avec la santé et les maladies à potentiel épidémique sur le territoire guinéen.
- Former à la recherche biomédicale et anthropologique par l’encadrement des chercheurs, des étudiants et personnels techniques.
- Établir et développer des collaborations nationales et internationales dans le domaine de la recherche biomédicale, des sciences sociales et des maladies infectieuses.
- Accueillir des chercheurs et doctorants dans le cadre des études menées par le CERFIG.
- Organiser ou participer au colloques et rencontres scientifiques dans le cadre du développement de la recherche dans son domaine de compétence.

## Organisation et fonctionnement
Pour assurer sa mission, le CERFIG comprend, un conseil scientifique, une direction et des services techniques. La direction du centre est assurée par Abdoulaye Touré et Alpha Kabinet Keita.Les deux chercheurs ont été les lauréats du prix Christophe Mérieux 2025 pour leurs travaux de recherche sur les zoonoses,,,.

### Service technique et conseil scientifique
Le CERFIG comprend quatre services techniques :
- Épidémiologie et Recherche Clinique
- Sciences humaines sociales
- Sciences biomédicales
- Service pédagogique

L’organe consultatif du CERFIG est le conseil scientifique et un règlement intérieur fixe les modalités de fonctionnement et les attributions des services techniques et du conseil scientifique.

### Service administratif et financier
Le service est chargé de tenir la comptabilité, il assiste la direction dans la préparation et l’exécution du budget, vérifie la régularité des ordres de paiements, procède aux paiements et élabore les prévisions budgétaires avec la collaboration des chefs de services techniques. Le Centre est doté d'un manuel de procédures qui permet la gestion administrative et financière.

## Partenariat

### Création de la plateforme PRISME
Le 19 mai 2022 à l'Université Gamal Abdel Nasser de Conakry a eu lieu la signature de la convention multipartite entre le ministère de la Santé et de l'Hygiène publique de Guinée, le ministère de l'Enseignement supérieur, de la Recherche et de l'Innovation, le CERFIG, l'Inserm, l'IRD et l'ANRS Maladies infectieuses émergentes pour la création de la plateforme de recherche internationale (PRISME) dédiée aux maladies infectieuses et émergentes. Étaient présentent à cette signature, la Présidente-directrice générale de l’IRD, Valérie Verdier, le Président-directeur général de l’Inserm, Gilles Bloch, et le Directeur de l’ANRS | Maladies infectieuses émergentes, Yazdan Yazdanpanah, le recteur de l'Université Gamal Abdel Nasser de Conakry, Alpha Kabinet Keita et le Directeur du CERFIG, Abdoulaye Touré,. PRISME a pour objectif de :
-       développer des projets de recherche ; 
-       renforcer la formation à la recherche clinique ; 
-       renforcer les capacités humaines, techniques et scientifiques du CERFIG.
Le centre collabore également le Centre de coopération internationale en recherche agronomique pour le développement (CIRAD) dans le cadre de projets de recherche sur le One Health.
A travers la plateforme PRISME, les chercheurs du CERFIG sont membres des groupes de d'animation de l'ANRS-MIE dont l'Action coordonnée fièvres hémorragiques virales et les groupes techniques de travail.

## Recherche et publications

### Recherches sur les zoonoses
Les publications des différents travaux de recherche sont disponibles sur la page Publication du site internet du CERFIG et sur PubMed Central.
Le mois de septembre 2021 est marqué par la publication des travaux de recherche majeure dans trois prestigieuses revues scientifiques Nature, Science et Lancet Microbe. Les chercheurs du CERFIG ont contribué à la mise en œuvre de ces études en tant principal auteur et co-auteur. L'étude publiée le 15 septembre 2021 sur Nature intitulée "Resurgence of Ebola virus in 2021 in Guinea suggests a new paradigm for outbreaks" a montré que le virus Ebola peut avoir une période de latence allant jusqu'à 5 ans chez l'homme après une première infection. Ceci démontre la nécessité de renforcer les soins médicaux et sociaux à long terme pour les patients qui survivent à la maladie, afin de réduire le risque de réémergence et de prévenir une stigmatisation supplémentaire.
Parlant toujours de la maladie à virus Ebola, l'étude intitulé "Temporal evolution of the humoral antibody response after Ebola virus disease in Guinea: a 60-month observational prospective cohort study" publié le 3 septembre 2021 a démontré que "la probabilité pour les survivants de la Maladie à Virus Ebola d’avoir des anticorps contre un ou plusieurs antigènes EBOV est restée élevée, bien qu’environ 25% des survivants aient des anticorps indétectables, ce qui pourrait avoir des implications, telles qu’une possible diminution de l’immunité de la population, pour de futures épidémies d’Ebola dans la même région." D'autres données publiées en 2023 en collaboration avec les chercheurs de l'INRB et de TRANSVIHMI ont montré que la baisse des anticorps est plus rapide chez les survivants qui ont été soignés avec des anticorps monoclonaux.  Le centre a participé à de nombreux autres travaux de recherche pour l'épidémiologie et le  réservoir du virus Ebola,,.
Dans un rapport adressé aux autorités de santé publique le 28 décembre 2021, le CERFIG signale une circulation importante du variant Omicron du SARS-CoV-2 à Conakry. Sur la base des données de surveillance génomique, le centre indique également que la situation épidémiologique en Guinée s'est caractérisée par différents pics distincts, le dernier en date était principalement dû au variant Delta.
Il faut rappeler qu'avec la circulation rapide des variants du SARS-CoV2, le Centre de recherche et de formation en infectiologie de Guinée (CERFIG) dans sa politique de soutien à l’effort de riposte nationale contre la maladie à coronavirus participe activement à la surveillance génomique avec le soutien de ses partenaires et collaborateurs depuis le mois de février 2021
Le centre a fait des études de séroprévalence pour décrire la dynamique de la diffusion du SARS-Cov au décours des différentes vagues,. Pendant la 4ème vague de la Covid-19, les analyses faites au CERFIG ont montré que 86% des cas étaient du variant Omicron,. Ses résultats ont décrit également les variants du SARS-Cov2 qui circulent en Guinée et en Afrique.
Une étude réalisé par le centre a permis de démontrer la réutilisation des Tests de Diagnostic Rapide pour extraire de l'acide ribonucléique du virus de la COVID-19. Un protocole qui pourrait transformer la gestion des épidémies dans les zones reculées en réduisant les coûts et le temps de traitement et en permettant la surveillance génomique des variants circulants du virus,.
Depuis quelques années, le CERFIG conduit de plus en plus des travaux sur les arboviroses. Ces travaux portent sur la compréhension de la prévalence des arboviroses, des réservoirs et du niveau de connaissance des professionnels de santé sur le diagnostic et la prise en charge,,.

### Grands projets de recherche
PostEboGui : Etude longitudinale des séquelles cliniques et biologiques chez les personnes déclarées guéries d’une infection par le virus Ebola en Guinée,,,.
ContactEbogui : Enquête des sujets contacts des patients déclarés guéris d’une infection par le virus Ebola en Guinée
EboSursy : Renforcement des capacités et surveillance de la maladie à virus Ebola.
EboHealth : un modèle ONE HEALTH pour comprendre et prévenir les risques d’émergences.
ARIACOV : projet de recherche-action en appui à la riposte africaine à l’épidémie de Covid-19.
COVEPIGUI : Dynamique de l’épidémie à SARS-CoV-2 à Conakry, Guinée.
BATCoV : Coronavirus de chauve-souris RaTG13 lié au SRAS ou Bat SL-CoV RaTG13
PCI : projet de recherche en partenariat avec Expertise Franceintégrant des ethnographies de long terme sur la Prévention et le Contrôle des Infections dans les structures sanitaires guinéennes.
AFROSCREEN : Renforcement des capacités de séquençage en Afrique,
DOPERAUS "Une seule santé" : Décentraliser et rendre opérationnelle les plateformes "OneHealth" en Guinée et en RDC,
MOUT : Mobility Outbreak, situer les émergences d'Ebola au coeur des mobilités humaines en Guinée et en RDC
AFRICAM : Prévenir les risques d'émergences pandémiques dans les pays du Sud et à l'échelle globale,

## Conférences et séminaires
- Le CERFIG a organisé et hébergé le colloque "L’ombre portée d’Ebola sur l’épidémie de SARS-COV-2 : Analyse anthropologique de la Covid-19 en Guinée"[82] le 03 décembre 2020 en partenariat avec l'IRD, le Réseau Anthropologie des Epidémies Emergentes et SonarGlobal. Il a également été un acteur majeur de l’organisation des premières journées de santé publique en Guinée en novembre 2021[83].
- Le CERFIG a été représenté au sommet Africa2021 Montpellier Global Days[84] par sa direction pour présenter ses différents projets de recherche et les résultats issus de ces travaux.
- La Direction du CERFIG a pris part au nouveau Sommet France Afrique le 08 octobre 2021 et a porté la voie de la recherche et de l'enseignement supérieur au bénéfice de la Guinée[85].
- Le CERFIG organise en partenariat avec le Centre International de Recherche et de Documentation (CIRD) et l'Université Général Lansana Conté de Sonfonia le séminaire de recherche mensuel "3SG : Séminaire Sciences Sociales Guinée"[86] sur des thématiques de recherches en sciences sociales en lien avec les épidémies émergentes, la Guinée, et plus largement l'Afrique et l'anthropologie.